# Bastardiopsis turumiquirensis
Bastardiopsis turumiquirensis är en malvaväxtart som först beskrevs av Julian Alfred Steyermark, och fick sitt nu gällande namn av Fuertes och Fryxell. Bastardiopsis turumiquirensis ingår i släktet Bastardiopsis och familjen malvaväxter. Inga underarter finns listade i Catalogue of Life.